# Пили (Трикала)
Пи́ли (греч. Πύλη — «Врата») — малый город в Греции. Административный центр одноимённой общины в периферийной единице Трикала в периферии Фессалия. Расположен на высоте 230 м над уровнем моря, на берегу реки Портаикос, притока Пиньоса, к северо-западу от Музакиона и Кардицы, в 18 км к юго-западу от города Трикала. Площадь 17,478 км². Население 1873 человек по переписи 2011 года.
Город расположен у естественного прохода между горами Итамос-Орос и Керкетион (Козиакас), отрогами Пинда. Проход считается точкой соединения Фессалии с Эпиром. Впечатляющий проход между высокими скалами уступает в Фессалии только Темпейской долине. На Итамос-Орос находятся руины крепости, контролировавшей проход.

## Название
В византийский период город назывался Мегали-Порта (Μεγάλη Πόρτα) или Мегале-Пиле (Μεγάλαι Πύλαι), также Мегалон-Пилон (Μεγάλων Πυλῶν), что означает «Великие врата». Во время турецкого владычества город получил название Порта-Пазар (Πόρτα Παζάρ) от осман. پازار‎ — «базар».
Английский путешественник Уильям Мартин Лик, посетивший город в 1810 году, называет его Апано-Порта (Верхняя Порта) или Порта-Панайия (Απάνω Πόρτα ή Πόρτα Παναγιά) для отличия от новой Порты на противоположном правом берегу, которую называет Като-Порта или Порта-Никола (Κάτω Πόρτα ή Πόρτα-Νικόλα).

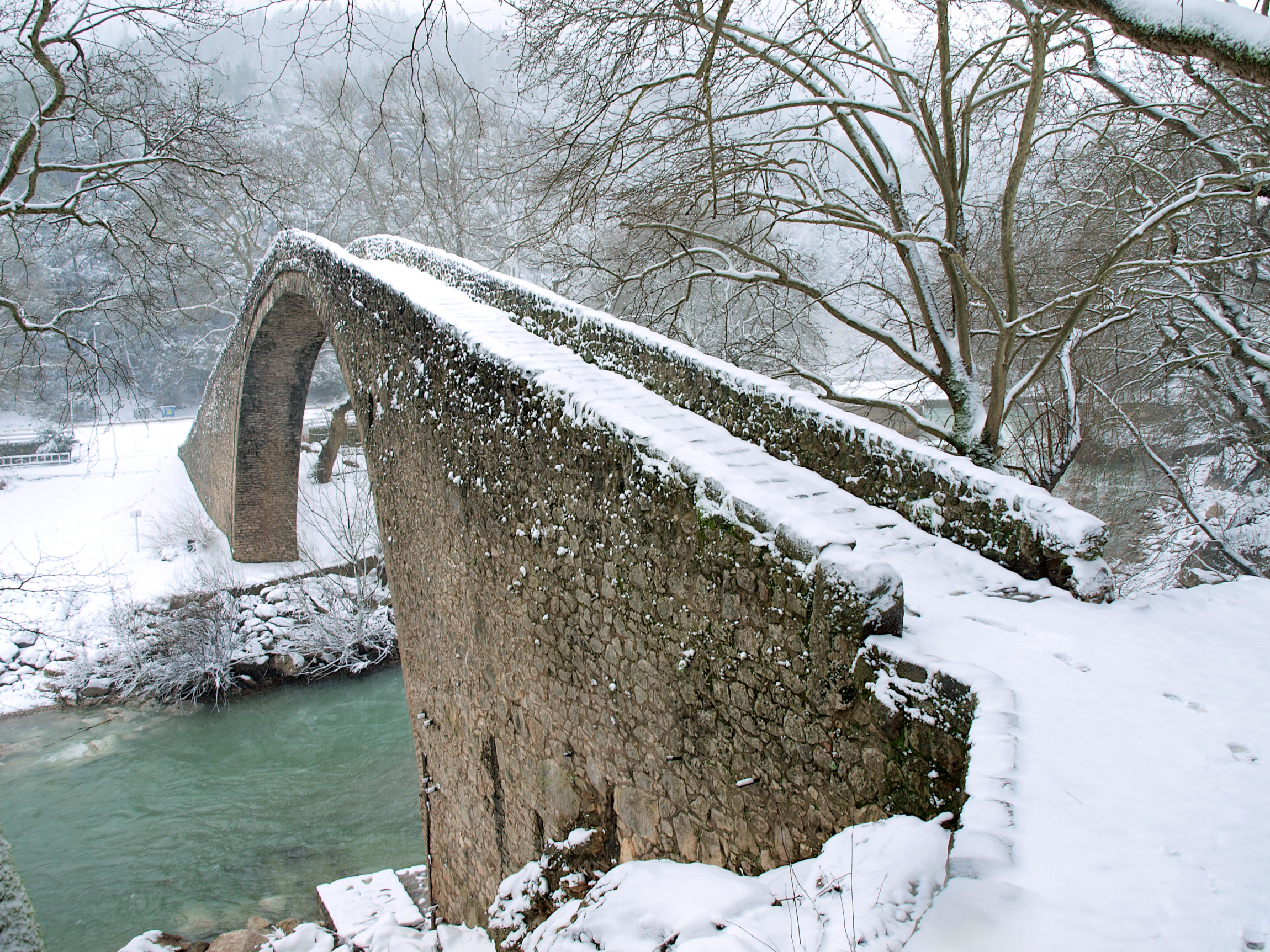

В 1928 году (ΦΕΚ 81Α) город Порта-Пазар был переименован в Пили.
Названия Порта (Πόρτα от лат. porta) и Пили (от др.-греч. πύλη) означают «Врата». Оба названия (Порта и Пили) связаны с географическим положением города.

## История
Когда-то процветающий византийский город Мегали-Порта или Мегале-Пиле был расположен на берегу реки Портаикос, напротив современного города Пили.
В городе Мегалон-Пилон родился святитель Виссарион (ок. 1490—1540/41), митрополит Ларисский (1520—1541), память которого отмечается 15 сентября. Близ города он основал монастырь Дусику, в котором и похоронен. Считалось, что его мощи избавляют от чумы и в конце XVII — начале XVIII века они были похищены.
В конце XIX века город представлял собой деревню Порта-Панайия с тремя магазинами. В Порта-Панайия ежегодно проходило всенародное празднество (панегирей, πανηγύρις), носившее религиозный и политический характер, а также торговая ярмарка (базар). Панегирей связывал людей религиозно и политически, давая им возможность увидеть друг друга, общаться, обмениваться продуктами и привезёнными товарами.
8 июня 1943 года город был подожжён итальянскими войсками.

## Церковь Порта-Панайия
Церковь Порта-Панайия, расположенная на берегу реки Портаикос, напротив современного города Пили, некогда была кафоликон ставропигиального монастыря XIII века. Монастырь, посвящённый Богоматери Непобедимой (Акатамахитос), был основан в 1283 году императором Иоанном Ангелом Комнином Дукой, незаконнорожденным сыном деспота Эпира Михаила II Дуки и был распущен во время турецкого владычества.

## Монастырь Дусику
К северо-западу от Пили над деревней Айос-Висарион (до 1955 года — Дусикон) на высоте 700 м над уровнем моря расположен монастырь Святого Виссариона (Μονή Αγ. Βησσαρίωνος), также называемый Дусику (Дусикон, Μονή Δουσίκου). Он был основан в 1515—1522 годах (или в 1527) святителем Виссарионом на месте руин монастыря XIII веков и посвящён Христу Спасителю.

## Монастырь Теотокос-Гурас
К юго-востоку от Пили, в горах Итамос-Орос расположен монастырь Теотокос-Гурас (Μονή Κοιμήσεως Θεοτόκου Γκούρας), полностью разрушенный албанцами в 1878 году.

## Мост Портаикос

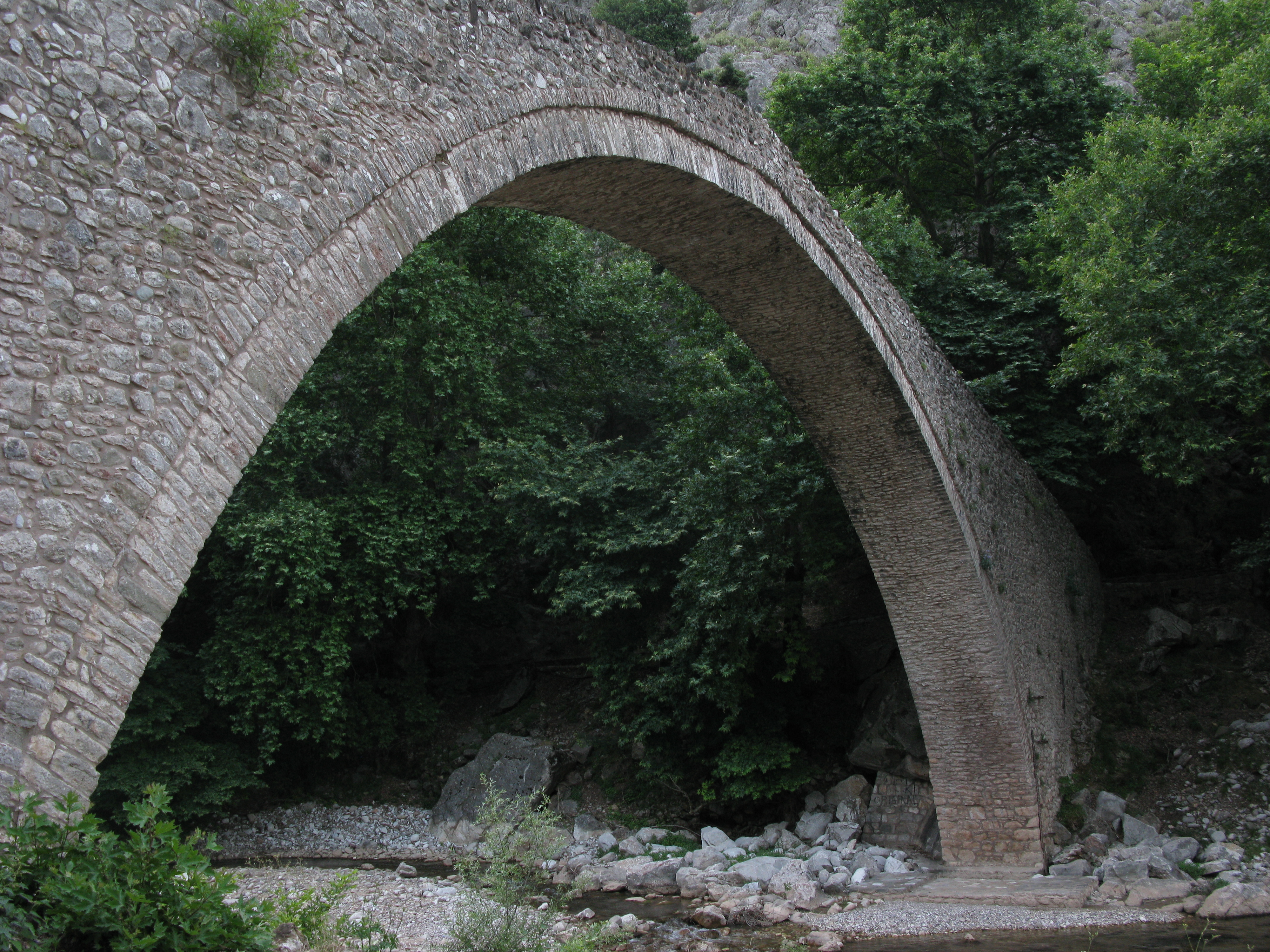
Мост Портаикос

Через реку в районе Пили перекинут каменный мост Портаикос периода турецкого владычества с арочным пролётом 28 м, бывший до 1936 года единственной дорогой, соединяющей Фессалийскую равнину с деревнями Пинда. В настоящее время это второй по величине мост в Фессалии, построенный до XX века. Строительство моста связывают со святителем Виссарионом.

## Население
| Год  | Население, человек |
| ---- | ------------------ |
| 1991 | 2060               |
| 2001 | 1831               |
| 2011 | ↗ 1873             |